# Legge 11 febbraio 1886, n. 3657
La legge 11 febbraio 1886, n. 3657 (o legge Berti da Domenico Berti, Ministro dell'Istruzione nel Governo Depretis V che l'aveva proposta)  è una legge del Regno d'Italia promulgata durante il Governo Depretis VII nel 1886. 

## Contenuto
Integrata da un regolamento di attuazione, la legge fissava a nove anni il minimo per essere ammessi al lavoro, indicava in dodici anni l'età minima per il lavoro notturno e per questi venne indicato un massimo di otto ore lavorative.  Il regolamento di attuazione indicava anche una sanzione che andava dalle 50 alle 100 lire per ogni fanciullo indebitamente tenuto al lavoro; tali sanzioni erano inferiori a quelle del testo originario di 7 anni prima che arrivavano anche a 500 lire per ogni individuo.
Tale legge non fu mai attuata completamente, perché mancavano i presupposti economici e politici, inoltre lo Stato non si era mai occupato di nominare una commissione di ispettori che verificassero la sua attuazione. La legge Berti è rimasta in vigore fino al 1902, anno dell'approvazione della legge Carcano.